# Irno Lubka
Irno Lubka (ur. 23 grudnia 1934 w Encantado, zm. 23 maja 1969 w Carazinho) − piłkarz brazylijski, występujący na pozycji bramkarza.

## Kariera klubowa
Irno Lubka występował w Grêmio Porto Alegre.

## Kariera reprezentacyjna
W reprezentacji Brazylii Irno Lubka zadebiutował 6 marca 1960 w zremisowanym 2-2 meczu z reprezentacją Meksyku podczas Mistrzostw Panamerykańskich, na których Brazylia zajęła drugie miejsce. Na turnieju w Kostaryce wystąpił w trzech meczach z Meksykiem, Kostaryką i Argentyną, który był jego ostatnim meczem w reprezentacji.